# Асямов, Сергей Александрович
Серге́й Алекса́ндрович Ася́мов (19 октября [1 ноября] 1907 года — 30 апреля 1942 года) — советский лётчик, участник Великой Отечественной войны, командир воздушного корабля 746-го авиационного полка 3-й авиационной дивизии дальнего действия, Герой Советского Союза (20.06.1942), майор.

## Биография
Родился 1 ноября 1907 года в Красноярске в семье рабочего. Русский.
В Красной армии в 1929—1933 годах и с июня 1941 года. По окончании в 1931 году Ейского военно-морского авиационного училища проходил службу в качестве лётчика-инструктора, с 1933 года — лётчик Гражданского Воздушного флота, а с 1935 года — лётчик Ленской авиационной группы Главсевморпути.
На фронтах Великой Отечественной войны с июля 1941 года. Член ВКП(б) с 1942 года.
Командир корабля 746-го авиационного полка (3-я авиационная дивизия дальнего действия) майор Сергей Асямов к январю 1942 года совершил 48 боевых вылетов.
10 августа 1941 года в составе группы бомбардировщиков Асямов участвовал в первом рейде советской авиации на Берлин.

### Гибель
Сергей Александрович погиб, находясь в служебной командировке в Великобритании для подготовки секретного перелёта министра иностранных дел СССР В. М. Молотова с дипломатической миссией в США.
29 апреля 1942 года, за несколько недель до полёта министра иностранных дел СССР, для проверки безопасности маршрута из Москвы на шотландский аэродром Тилинг (Tealing) прилетел тяжёлый бомбардировщик ТБ-7. Командир самолёта майор С. А. Асямов, второй пилот майор Э. К. Пусэп (ставший командиром самолёта Молотова после гибели Асямова), штурманы капитан С. М. Романов и капитан А. П. Штепенко, борттехник А. Я. Золотарев и его помощник С. Н. Дмитриев.
30 апреля 1942 года британский пассажирский самолёт De Havilland DH.95 Flamingo (бортовой номер R2764) направился в Лондон. На борту самолёта, кроме четырёх членов экипажа находились два британских офицера связи и четыре члена советской военной миссии: помощник главы военной миссии в Великобритании по вопросам авиации полковник Григорий Петрович Пугачев, секретарь миссии военный инженер 2 ранга Петр Иванович Баранов, помощник военного атташе майор Борис Филиппович Швецов и командир советского бомбардировщика майор Сергей Александрович Асямов. В полёте неожиданно разрушился и загорелся мотор, взорвались пары бензина в топливном баке, разрушив крыло самолёта. Погибли все.
Указом Президиума Верховного Совета СССР «О присвоении звания Героя Советского Союза начальствующему составу Военно-воздушных сил Красной Армии» от 20 июня 1942 года за «образцовое выполнение боевых заданий командования на фронте борьбы с немецкими захватчиками и проявленные при этом отвагу и геройство» удостоен посмертно звания Героя Советского Союза.

## Награды
- Медаль «Золотая Звезда» Героя Советского Союза
- Орден Ленина
- Орден Красного Знамени
- Медаль «За трудовую доблесть» (03.05.1940) — «за выдающиеся заслуги в деле освоения Северного Морского Пути и районов Крайнего Севера, а также за образцовую и самоотверженную работу в период арктических навигаций 1938 и 1939 годов»
- Медаль «За трудовое отличие»
- Медаль «За оборону Москвы»

## Память
- Именем Героя названы улица в посёлке городского типа Зырянка Верхнеколымского улуса Якутии и в г. Якутске, бухта в море Лаптевых на полуострове Таймыр[3].
- В британской деревне Грейт Узберн в Северном Йоркшире в 2012 году погибшим в авиакатастрофе установлены мемориальные доски от Посольства России и Приходского Совета[1]. Именем Асямова названа улица деревни.